# Dichelomorpha aranea
Dichelomorpha aranea är en skalbaggsart som beskrevs av Gilbert John Arrow 1920. Dichelomorpha aranea ingår i släktet Dichelomorpha och familjen Melolonthidae. Inga underarter finns listade i Catalogue of Life.